# Purshia stansburiana
Purshia stansburiana är en rosväxtart som först beskrevs av John Torrey, och fick sitt nu gällande namn av J. Henrickson. Purshia stansburiana ingår i släktet Purshia och familjen rosväxter. Inga underarter finns listade i Catalogue of Life.

## Bildgalleri

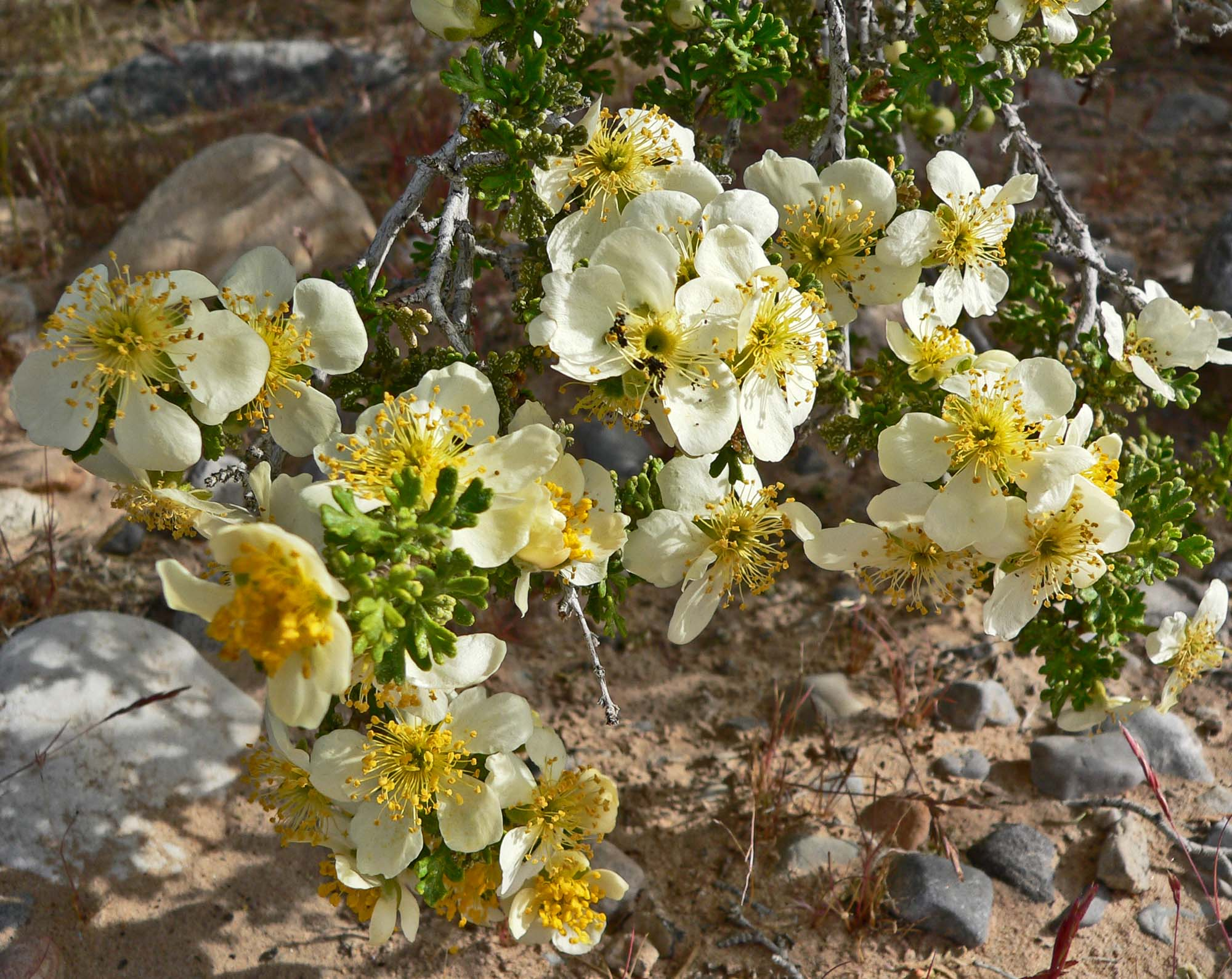
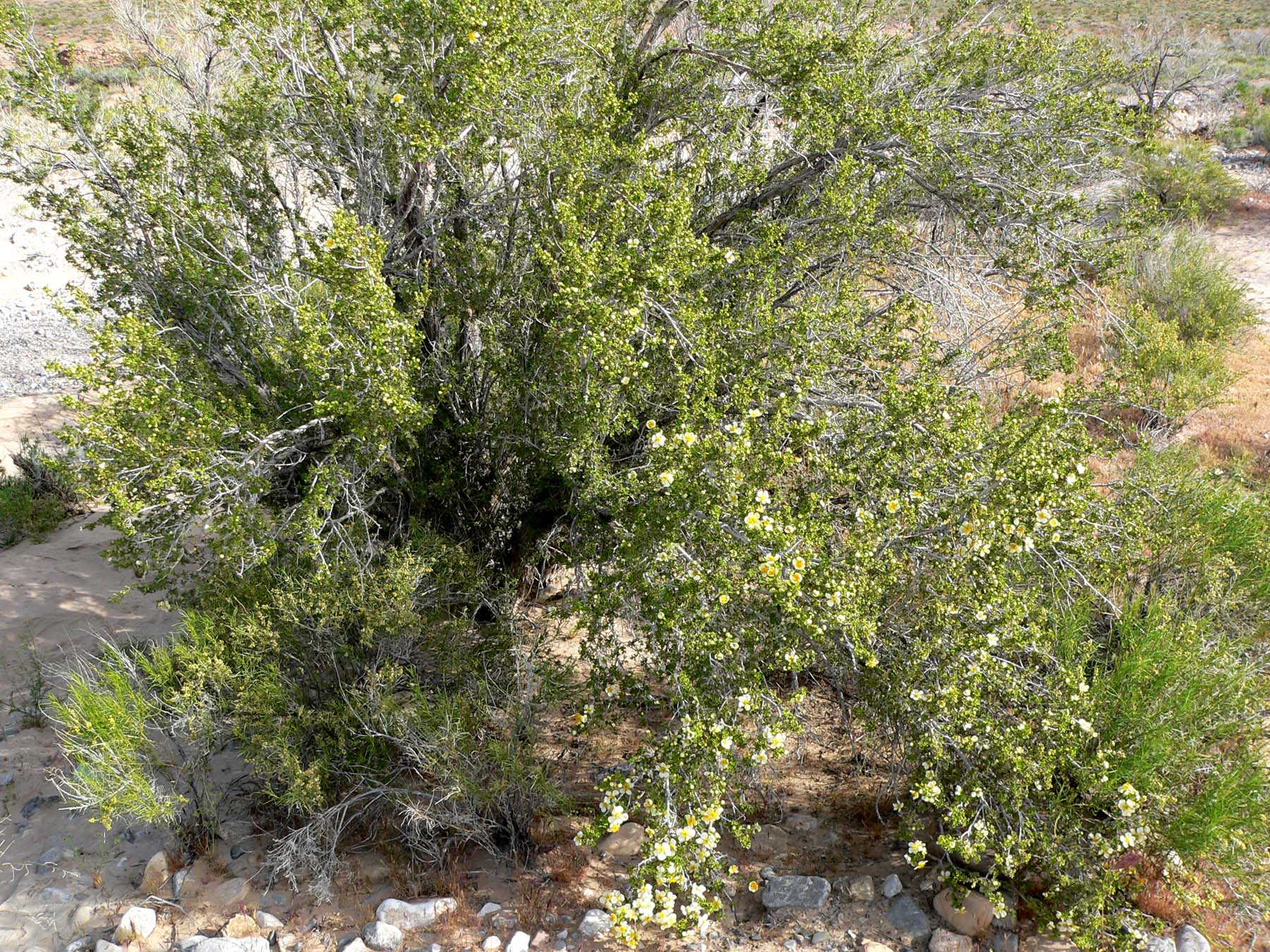
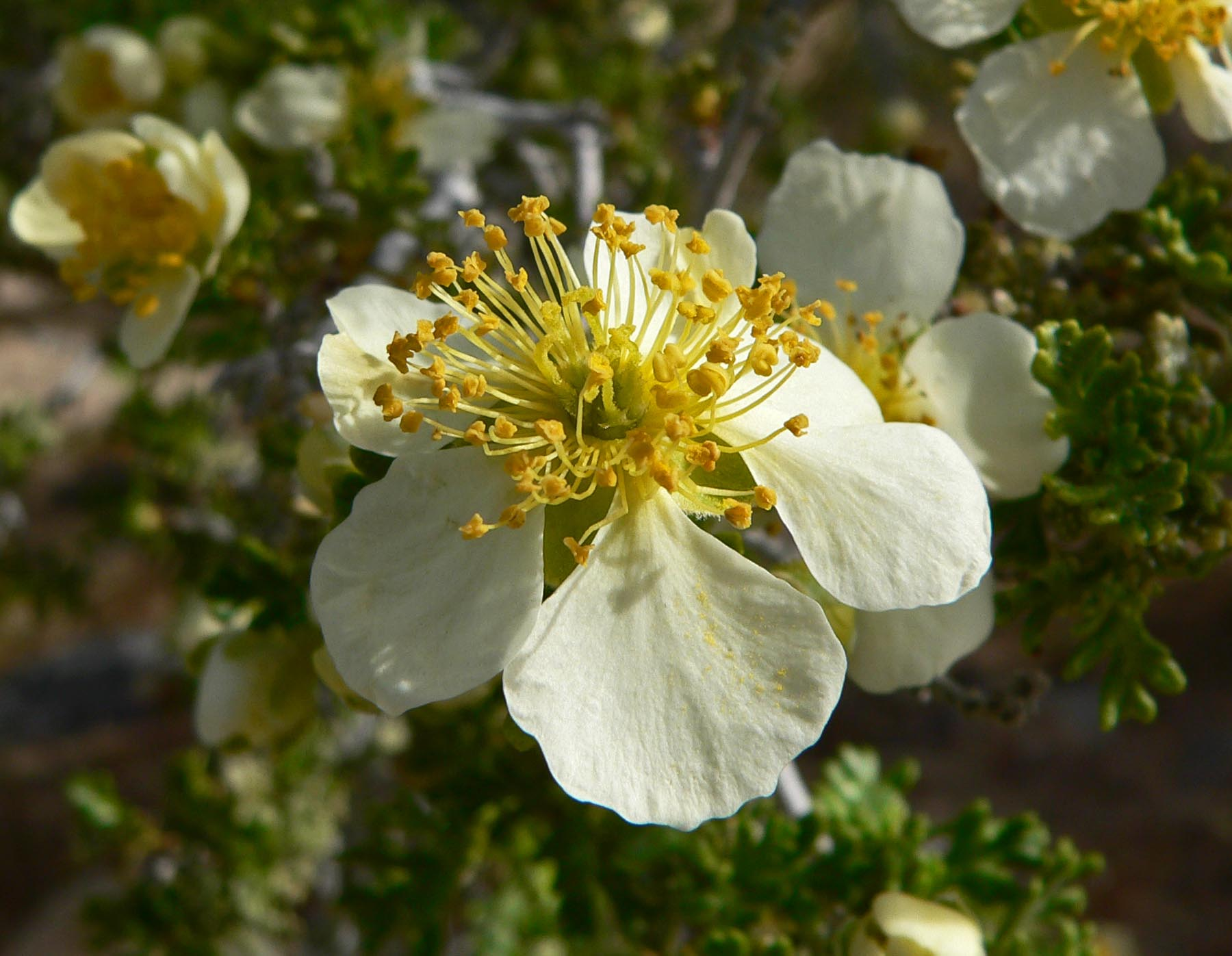
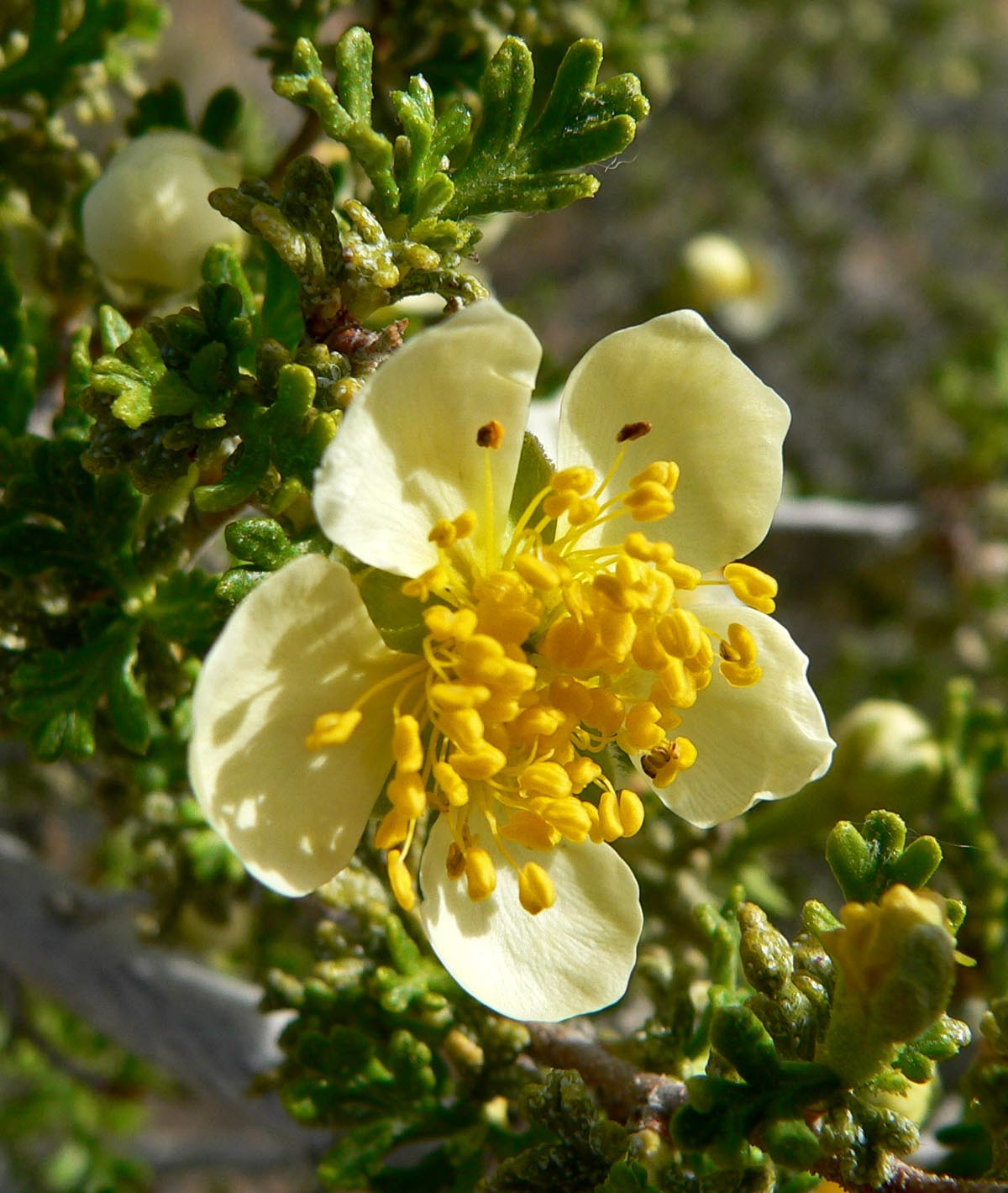
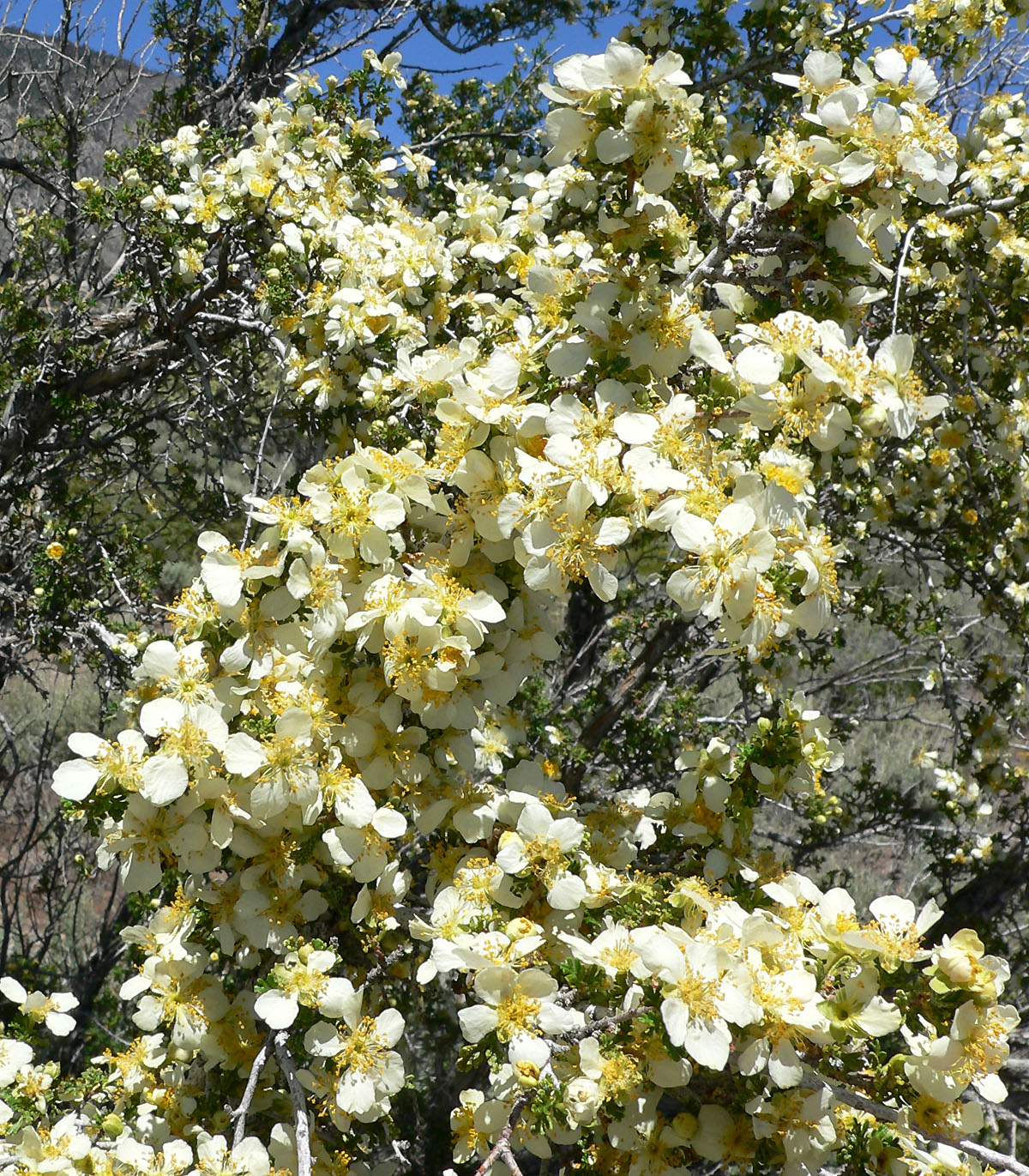
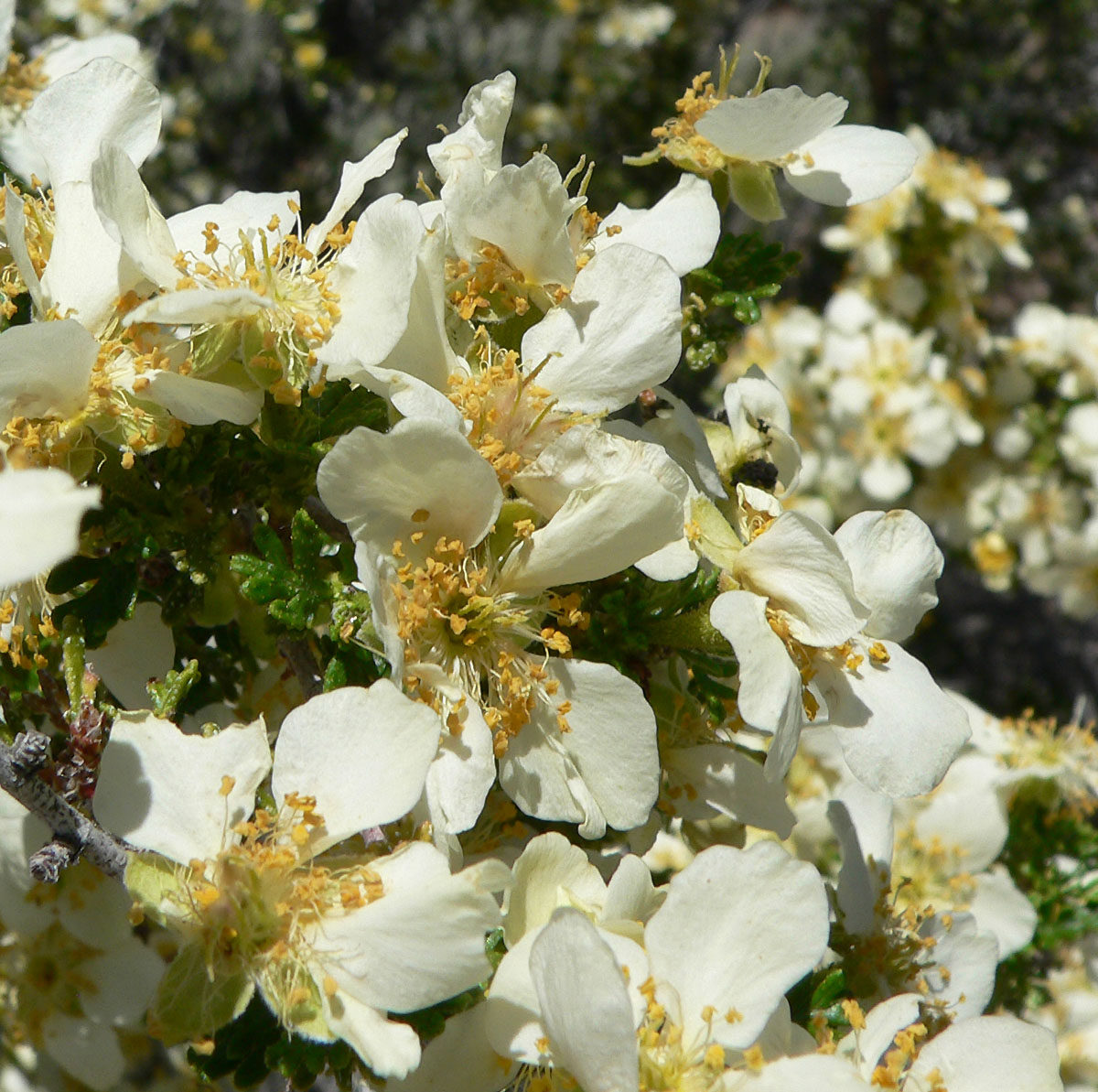